# ビニローグ
ビニローグ (英: vinylogue) もしくはビニレン同族体（ビニレンどうぞくたい）は、ある有機化合物に関してその構造からC=C二重結合が伸長、あるいは挿入した構造を持つ類縁体である。例えば、アセチルアセトンのケト-エノール互変異性体 (CH3C(=O)-CH=C(OH)CH3) は、カルボン酸 (RC(=O)OH) のビニローグにあたる。すなわち、カルボン酸ではカルボニル基 (C=O) とヒドロキシ基 (OH) が直接結びついているのに対し、アセチルアセトンの互変異性体ではカルボニル基とヒドロキシ基がC=C二重結合を挟んで結びついているためである。一般式で表すと構造{\displaystyle {\rm {X-Y=Z}}}に対して{\displaystyle {\rm {X-(C=C)_{n}-Y=Z}}}の構造を持つものがビニローグである。
ビニローグは以下のように、母化合物と似た化学性を示すことがある。これをビニロジー (vinylogy) という。この言葉は1935年にレイノルズ・フーソン (Reynold C. Fuson) によって初めて用いられたが、この概念はそれ以前から数人の化学者によって考案されていた。1926年にライナー・ルートヴィッヒ・クライゼンはカルボン酸のビニローグであるホルミルアセトンとβ-ケトアルデヒドの酸性をこの概念で説明している。
ビニロジーは共役系による電子効果の伝達と定義されている。有機電子論においてはこの概念はメソメリー効果によって説明される。クリストファー・ケルク・インゴールドによるメソメリー効果の提唱はビニロジーとほぼ同時期である。

## ビニル基類縁体の反応性/反応
電子求引性基と共役の位置にあるC=C二重結合の反応挙動が電子求引性基そのものの反応挙動に類似することがある（例: 1,4-付加と1,2-付加）。このように、特性基に共役したC=C二重結合が、その特性基と類似した反応挙動を示す性質をビニロガスな（ビニル基類縁体の）反応性と呼ぶ。ビニロガスな反応性はC=C二重結合のπ軌道と電子求引性基（あるいは電子供与性基）が一つながりに並んで共役し、電子求引性基が共役系を通して電子を受け取ること（あるいは電子供与基が電子を与えること）が可能になるために生じる。マイケル付加など、そのような挙動によりC=C二重結合上に起こる反応をビニロガスな反応と呼ぶ。例えば下の反応はアルドール反応のビニロガスな反応にあたり、ケトンのカルボニル炭素が共役ビニルエノールのC=C二重結合（左側の基質の右側の二重結合）に付加して生成物を与える。基質のC=C二重結合はヒドロキシ基の電子供与性により、求電子種に対して活性化されている。
また電子求引性置換基 (EWG) を持つハロベンゼン (Ph-X) において、ケクレ構造を考えるとo体とp体はEWG-Xのビニローグである。o置換体とp置換体が芳香族求核置換反応を受けやすく、m体が受けにくい理由をこれにより説明できる。
アリル性求電子剤に対して求核剤が置換反応を行うとき、しばしばビニロガスな反応が起こり官能基の場所が変わる。この形式の求核置換反応はアリル転位 (allylic rearrangement)、あるいは SN'反応と表される。
{\displaystyle {\rm {RCH=CHCH_{2}X+Nu\longrightarrow RC(Nu)HCH=CH_{2}}}}
ビニロガスな反応性の古典的な説明として描かれるのは、C=C二重結合のπ電子が電子求引性基へ向けて移動した共鳴構造である。カルボン酸のビニローグにあたるアスコルビン酸（ビタミンC）がその一般的な例で、プロトンを放出しやすいことが下式中央の共鳴式のように説明される。なお、アスコルビン酸の共役塩基のエノラートは下式右の構造のほかにもう一つ共鳴構造を描くことができ、実際は非局在化した構造をとっている。